# 小川悦司 (漫画家)
小川 悦司（おがわ えつし、1969年2月23日 - ）は、日本の漫画家。新潟県長岡市出身。血液型はA型。慶應義塾大学経済学部卒業。祖父は洋画家の椿悦至（1914年 - 2003年、太平洋美術会前会長）。尊敬する人物は吉田松陰、坂本龍馬。

## 来歴
大学在学中より出版社への投稿を始める。大手文房具メーカー勤務を経て、『マガジンフレッシュ』1995年新年号（講談社）掲載の『KING OF TOWER』でデビュー。
代表作品には、テレビアニメ化・中華人民共和国でテレビドラマ化もされた『中華一番!シリーズ』、2007年第31回講談社漫画賞児童部門受賞の『天使のフライパン』がある。
2006年2月25・26日、にいがたマンガ大賞フェスティバル（新潟市主催）において、初の原画展「山本航暉・小川悦司二人展」開催。

## 作品リスト
- 中華一番!（1995年 - 1997年、『週刊少年マガジン』と『マガジンSPECIAL』連載、全5巻）
  - 真・中華一番!（1997年 - 1999年、『週刊少年マガジン』連載、全12巻） - 1997年4月よりテレビアニメ化され、翌1998年9月まで全52話放送。2019年に2度目のアニメ化。
  - 中華一番!極（2017年 - 、『マガジンポケット』連載、既刊19巻）
- ジパング宝王伝（2001年、『週刊少年マガジン』連載、全2巻） - 体調不良で中断したため未完。
  - フードハンター双雷伝（2002年 - 2004年、『マガジンSPECIAL』、『週刊少年マガジン』連載、全5巻） - 『ジパング宝王伝』の一世代前の物語。
  - 幕末双雷伝（2004年 - 2005年、『マガジンSPECIAL』連載、全3巻） - 『フードハンター双雷伝』の姉妹編。
- 天使のフライパン（2006年 - 2007年、『コミックボンボン』連載、全5巻） - 同誌休刊により未完。
- アストライアの天秤（原作：竹内一郎、2008年 - 2011年、『月刊アフタヌーン』掲載、全3巻）
- 浅草人〜あさくさびと〜（原案：鍋島雅治、2012年 - 、『週刊漫画ゴラク』不定期連載、既刊1巻）
- すしいち!（2013年 - 2017年、『コミック乱ツインズ』連載、全8巻）